# Wir wollen keine Bullenschweine
Wir wollen keine Bullenschweine ist ein Lied der Hamburger Punkband Slime, das 1980 auf der gleichnamigen Extended Play und auf ihrem Debütalbum Slime I unter dem Titel Bullenschweine veröffentlicht wurde.

## Entstehungshintergrund
Wir wollen keine Bullenschweine wurde von dem damals 16-jährigen Michael „Elf“ Mayer geschrieben. Er gab später an, damals von Parolen der Rote Armee Fraktion sowie den damaligen Demonstrationen beeinflusst worden zu sein. Das Lied erschien erstmals 1980 auf der gleichnamigen Extended Play zusammen mit den Stücken Iran, Hey Punk und Ich hasse. Neben Hey Punk ist es das einzige Stück, das ebenfalls auf dem Debütalbum Slime I zu finden ist. Das Lied ist auch auf den späteren Neuveröffentlichungen von Slime I zu hören, jedoch meist in zensierter Form. Aggressive Rockproduktionen setzte Piepsgeräusche und Nebelhörner  ein.  Für die 2003er-Neuauflage des Debütalbums von Weird System Records wurde eine neue Version eingespielt, da die Masterbänder zwischenzeitlich verbrannt wurden. Das Stück wurde daher komplett neu aufgenommen und um die bedenklichen Textstellen gekürzt. Aggressive Rockproduktionen veröffentlichte 2006 eine weitere CD-Version, bei der das Lied als *Schweine 2003 gekennzeichnet wurde.

## Text
Der Text von Wir wollen keine Bullenschweine ist als Lied gegen die Polizei gerichtet und enthält explizit im Text angegeben einen „Aufruf zur Revolte, ein[en] Aufruf zur Gewalt“. In einer Textzeile gibt das Lied das Mischungsverhältnis für Molotowcocktails an, die Textzeile „wie '68 in West-Berlin“ weist auf die politischen Proteste der 68er-Bewegung hin. Dirk Jora meinte 2011 dazu:

„Natürlich war das Volksverhetzung. (…) Man muss den Text in seinem zeitlichen Kontext sehen: Ich war in der Anti-AKW-Bewegung und in der Hamburger Hafenstraße unterwegs. Wir haben uns mit Faschos geprügelt, im Knast sind immer nur wir gelandet.“

Der Autor des Liedes, Michael „Elf“ Mayer, sagte zu seinem Text:

„Natürlich ist der Text unter künstlerischem Aspekt nicht gerade ein Highlight. Es ist ein Hass-Song. Als 15-jährige Punks wurden wir in der S-Bahn verhaftet, ohne etwas getan zu haben. (…)“

Das Lied ist nach Georg Lindt in Praxis Geschichte eines der ersten, das „zum ersten Mal seit den Songs der Liedermacher nicht nur auf Einzelforderungen zurück[greift], sondern wieder auf eine radikalere Verweigerungshaltung: ganz im Sinne von Punk wenden sie sich nicht gegen einen Teilbereich gesellschaftlicher Missstände, sondern gegen Gesellschaft allgemein und schimpfen generell auf alles, was ihnen auf die Schnelle einzufallen scheint: Gegen Faschismus, soziale Ungerechtigkeit, Umweltzerstörung, Militär, Polizei, Identitätsverlust, Entfremdung und Automatisierung.“

## Indizierung
Vor dem Hintergrund des Liedes gab es mehrere Gerichtsverfahren gegen das Label Aggressive Rockproduktionen und das Unternehmen SPV, das die beiden Platten sowie den Sampler Deutschpunk-Kampflieder, auf dem das Stück ebenfalls enthalten ist, in den 1980ern vertrieb. Jedoch kam es nie zu einer Verurteilung. 2003 zeigte in Hamburg ein Polizist einen Mann wegen Beleidigung an, weil dieser das Lied bei einer Demonstration abgespielt habe. Auch in diesem Fall kam es wieder zu Hausdurchsuchungen und einem Einzug der Platte.
Tatsächlich wurden sowohl die EP, die 2010 von einem unbekannten Label neu aufgelegt wurde, als auch das Debütalbum der Band erst am 10. Mai 2011 von der Bundesprüfstelle für jugendgefährdende Medien indiziert und auf Liste B gesetzt. Grund war ein Antrag des Landeskriminalamts Brandenburg, den ein Dreiergremium, bestehend aus Elke Monssen-Engberding (Leiterin der BPjM), einer politischen Referentin und einer wissenschaftlichen Angestellten, prüfte. Die BPjM bezeichnete in ihrer Begründung den Kunstgehalt als niedrig und entschied, dass der Jugendschutz in diesem Fall Vorrang vor dem Kunstschutz haben müsse. Die beiden Tonträger wurden auf die Liste B gesetzt und zur Überprüfung nach § 130 Abs. 1 StGB (Volksverhetzung) an die Staatsanwaltschaft in Cottbus übergeben.

## Rezeption
Das Lied fand in der Punkszene weithin Verbreitung und wurde zum Teil Anfang der 1980er auf linken Demonstrationen gespielt oder skandiert. Zum Teil traten Slime selbst auf Lautsprecherwagen auf, um die Stimmung anzuheizen. Slime wurden mit diesem Lied und weiteren vom Debütalbum „zum Sprachrohr des Widerstands gegen die Polizei in einer von Terrorismus-Hysterie geprägten Zeit“ und „zum Hymnen-Lieferant für die Hausbesetzer-Szene“.

## Coverversionen
Die Hamburger Hip-Hop-Formation Fischmob veröffentlichte mit Polizei – Osterei auf ihrer EP The Doors of Passion eine Coverversion mit hochgepitchten Stimmen im damals populären Schlumpf-Techno-Gewand. In der Folge kam es zu mehreren Anzeigen und Hausdurchsuchungen, die jedoch erfolglos blieben. Alec Empire interpretierte das Lied für den Soundtrack des Films Chaostage – We Are Punks! ebenfalls neu.

## Referenzen
Die Ärzte übernahmen einen Teil des Textes als Background-Gesang für ihren Nummer-1-Hit Männer sind Schweine. Die Absoluten Beginner verwendeten bei K.E.I.N.E. ebenfalls einen Teil des Textes. Referenzen an das Lied gab es außerdem von WIZO bei deren Lied Kein Gerede („Noch ein Aufruf zur Revolte, noch ein Aufruf zur Gewalt“) und bei Normahl, die in ihrem Lied Helfer der Nation den Slogan „Haut die Bullen platt wie Stullen“ verwenden. Die Antilopen Gang sangen auf ihrem Album Atombombe auf Deutschland zur Melodie des Liedes mit Dirk Jora den Song 110, bei dem die Polizei satirisch bejubelt wird. Kettcar übernahmen in ihrem Song 48 Stunden die Textzeile „Und ein Drittel Heizöl, Zwei Drittel Benzin“ und ergänzten sie um „Dies ist nur Nichts / Und ein Kuß/Und ein Zug nach Berlin“. Auch der Rapper Casper benannte das angebliche Mischungsverhältnis in seinem Song Im Ascheregen: „Ein Drittel Heizöl, zwei Drittel Benzin / Augen und Herzen sind Dynamit / Ein Drittel Heizöl, zwei Drittel Benzin / Müde mit ’nem Plan, mit ’nem Ziel“.